# Tom Boles
Thomas Boles, né en 1944 à Lennoxtown en Écosse, est un astronome amateur écossais, découvreur d'objets astronomiques, auteur, radiodiffuseur et ancien ingénieur en communication et informatique, qui observe à partir de son observatoire privé, l'« Observatoire Coddenham » de code 234 à Coddenham, dans le Suffolk au Royaume-Uni,. Il est connu pour avoir découvert un nombre record de supernovae. L'astéroïde de la ceinture principale (7648) Tomboles est nommé en son honneur.

## Biographie
Il a été président de l'Association astronomique britannique de 2003 à 2005 et en a été vice-président de 2005 à 2007. Il est membre de la Royal Astronomical Society et modérateur d'examens en astronomie pour le passage du baccalauréat international. Au sein de l'Union astronomique internationale, il a été membre de la Division VIII Galaxies et Univers et de la « Commission 28 » jusqu'en 2012 et 2015, respectivement, il est en 2017 membre de la division C et J de l'UAI (« Education, Outreach and Heritage, Galaxies and Cosmology »).
Boles est co-auteur de trois livres sur l'astronomie populaire et a publié de nombreux articles dans Astronomy Now, Sky and Telescope ; dans la revue autrichienne The Star Observer, le journal de l'Association astronomique britannique, et dans le journal The Astronomer. En 2007, il a co-rédigé un article de recherche sur « une explosion géante survenue deux ans avant l'effondrement du noyau d'une étoile massive » dans la revue Nature.
Boles est titulaire d'une licence en biochimie de l'Open University. Il a occupé des postes de niveau Directeur sur une période de 18 ans au sein de quatre multinationales du domaine de l'informatique. Il a pris sa retraite en 2001 pour se consacrer à son travail d'astronome et à contribuer à la vulgarisation de l'astronomie auprès du public.

## Découvertes
Il détient en 2017 le record du nombre de découvertes de supernova par un individu: 149 supernovae. Depuis 2003, Boles et Mark Armstrong sont les « chasseurs de novae et supernovae les plus accomplis de l'Histoire ». Il a battu le record après avoir découvert sa 124ème supernova 2009ij, suivie de sa 125ème supernova 2009io juste quelques nuitées plus tard. Le record précédent était détenu par l'astrophysicien américano-suisse Fritz Zwicky, qui découvrit 123 supernovae avant sa mort en 1974. Le record de Zwicky est resté d'actualité pendant 36 ans.
Boles a également découvert une supernova dans la galaxie d'Andromède et (84417) Ritabo, un astéroïde dans la région médiane de la ceinture principale, qu'il a nommé d'après sa femme Rita Boles.

## Prix
En 2008, il a reçu la médaille Merlin de l'Association astronomique britannique en reconnaissance de sa contribution au progrès de l'astronomie. En 2008, l'astéroïde intérieur de la ceinture principale (7648) Tomboles, découvert par les astronomes japonais Yoshikane Mizuno et Toshimasa Furuta, a été nommé d'après lui en reconnaissance de sa contribution à l'astronomie. Il a également reçu le prix George Alcock du magazine Astronomer. Il a présenté la conférence commémorative Inaugural Thomas Tannahill Memorial en 2009 à la demande de la Société astronomique de Glasgow.

## Éditions
Boles a co-rédigé trois manuels sur l'astronomie populaire:
- 2008 Yearbook of Astronomy, édité par Sir Patrick Moore (astronome) - (Pan Macmillan)
- More Small Astronomical Observatories,, édité par Sir Patrick Moore (astronome) - (Springer Science + Business Media)
- The Science and Art of CDD Astronomy, édité par Ratledge - (Springer Science + Business Media)